# Seat Cordoba WRC

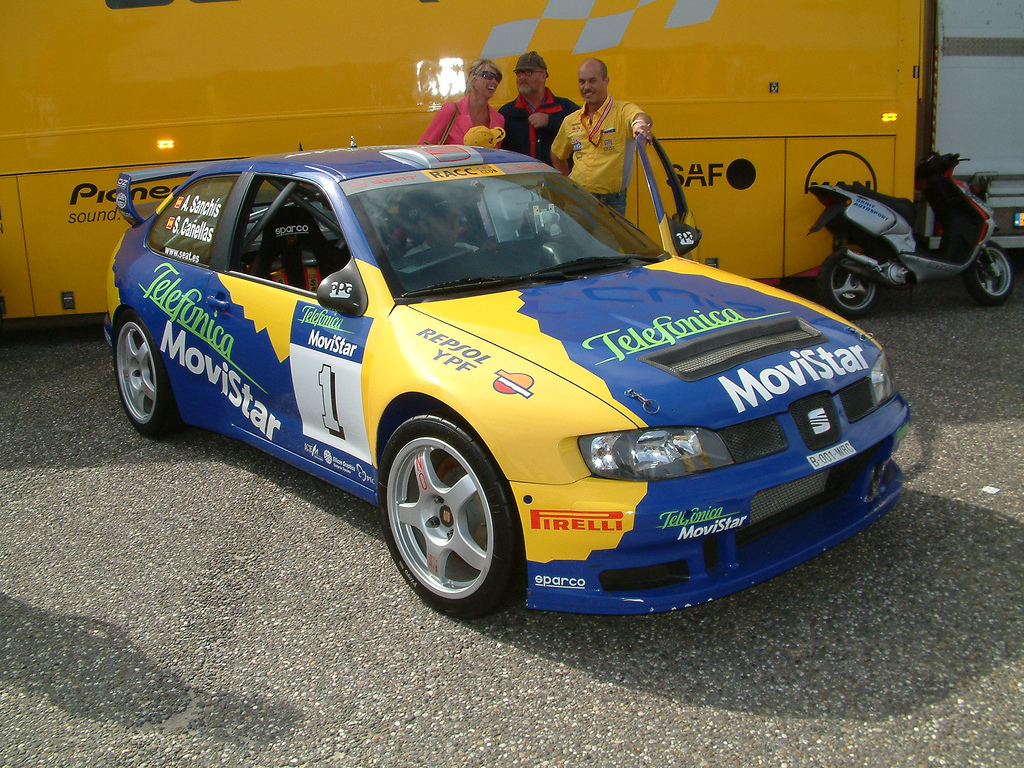
Seat Cordoba WRC

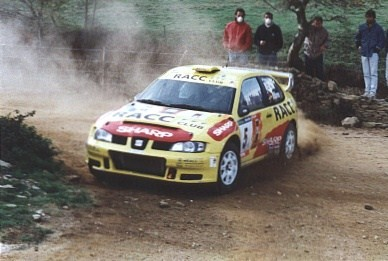
Im Rallye Einsatz

Der Seat Cordoba WRC wurde von 1998 bis 2000 in der Rallye-Weltmeisterschaft eingesetzt. Er wurde von einem 2-Liter-Turbomotor angetrieben und durfte in der Rallye-WM eingesetzt werden, nachdem er die benötigte Homologationsanzahl erreicht hatte. Die Homologationsmodelle wurden Seat Cordoba 16 V genannt. 
Das Rally Car wurde von Didier Auriol, Toni Gardemeister und Harri Rovanperä gefahren. Es hatte seinen ersten Einsatz bei der Rallye Finnland 1998 und holte Podiumsplätze bei der Rallye Neuseeland 1999, Rallye Großbritannien 1999 und der Rallye Safari 2000. Für die Saison 2000 wurde das Auto noch einmal überarbeitet und nach dieser Saison eingestellt.

## Technik
Der Córdoba WRC wurde wie seine Zeitgenossen von einem aufgeladenen 1995 ccm Reihenvierzylindermotor mit 16 Ventilen und einer Leistung von 300 PS angetrieben, die durch einen Restriktor am Turbolader begrenzt wurde. Er verfügte über Allradantrieb und ein sequentielles Sechsgang-Getriebe, das allerdings nicht zur Serienausstattung gehörte.

### SEAT Córdoba WRC
Die erste Version des Córdoba debütierte bei der Rallye Finnland 1998. Das beste Ergebnis war ein dritter Platz in Neuseeland 1999 mit Toni Gardemeister. Diese erste Version krankte aufgrund der mangelnden Erfahrung von SEAT mit Modellen mit Allradantrieb und externen Zulieferern an Entwicklungsproblemen.

### SEAT Córdoba WRC Evo2
Die zweite Evolutionsstufe debütierte nur ein Jahr später, bei der Rallye Finnland 1999, wobei man einige der Zuverlässigkeitsprobleme der ersten Version adressierte, insbesondere das schlechte Ansprechverhalten bei niedrigen Drehzahlen. Garret baute einen neuen Turbolader mit gesteigertem Drehmoment ein. Außerdem wurde an der Aufhängung, der Aerodynamik (z. B. ein neuer Heckflügel) und der Kühlung gearbeitet, und der Wagen erhielt eine neue Frontpartie, die dem Straßenmodell entsprach. Mit zwei Podiumsplatzierungen, in Großbritannien 1999 und bei der Safari 2000, war es die erfolgreichste Version überhaupt.

### SEAT Córdoba WRC Evo3
Die dritte und letzte Evolutionsstufe des Córdoba WRC debütierte bei der Rallye Finnland im Jahr 2000. Das beste Ergebnis war der sechste Platz für Gardemeister in Australien im selben Jahr. Das Auto wies einige ästhetische Änderungen wie die neue Frontpartie auf, aber auch die gesamte interne Verkabelung wurde geändert. Ein weiterer Punkt waren Gewichtsreduktionen und eine veränderte Gewichtsverteilung im Wagen.